# Jorge Ricardo Masetti

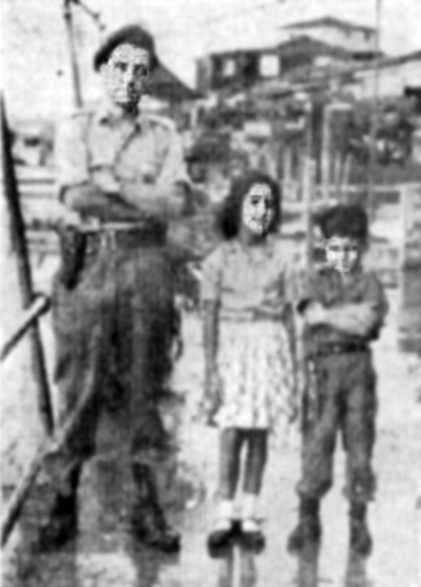
Ricardo Mascetti

Jorge José Ricardo Mascetti (n. Avellaneda, 31 de mayo de 1929 - Orán, Salta, sin fecha exacta de 1964) fue un periodista y guerrillero argentino conocido como Comandante Segundo, quien el 21 de abril de 1964 se internó en la selva sin que se tuvieran más noticias de él. Estuvo al frente del Ejército Guerrillero del Pueblo, en 1963-1964, la primera guerrilla guevarista y uno de los primeros grupos armados que actuó en la Argentina. Había sido fundador y director de la agencia de noticias cubana Prensa Latina.

## Estudios
Masetti nació en Avellaneda, en el cordón industrial formado alrededor de la ciudad de Buenos Aires. Era descendiente de familiares que provenían de la ciudad de Bolonia, Italia. paso por varios colegios; estuvo en la escuela pública hasta segundo grado, luego completó hasta cuarto en el colegio salesiano Nuestra Señora de la Guarda, de Bernal y finalizó con mucho esfuerzo la primaria en la escuela 46.
Comenzó a estudiar en la Escuela de Artes Gráficas y Publicidad n.° 15 en el barrio de Barracas pero no pudo pasar de año y a los 15 años dejó de estudiar y empezó a buscar trabajo.

## Comienzo de su militancia política y actividad periodística
A mediados de la década de 1940 militaba en la Alianza Libertadora Nacionalista, junto a Rodolfo Walsh y Rogelio García Lupo. En 1945 empezó a trabajar como cadete en el diario El Laborista e ingresó como cronista en La Tribuna, donde se ocupaba de la sección de sociales En 1948 pasó al diario La Época y, el 10 de enero de 1950, se incorporó al servicio militar en la Marina y se valió del periodismo para que le asignaran un puesto administrativo. El 16 de mayo de 1951, siempre cumpliendo el servicio militar, zarpó en el buque escuela Pueyrredón y viajó siete meses alrededor del mundo.
Su desencanto con el peronismo comenzó cuando en 1947 sus legisladores ratificaron el Acta de Chapultepec con la oposición de los radicales 
En ese momento colaboraba con la publicación de moderada oposición al gobierno peronista Cara y Ceca, al que renunció cuando, por temor, no le publicaron las fotos que había tomado cuando quemaban los templos.

## Viaje periodístico a Cuba
Durante la Revolución cubana fue el único periodista argentino que cubrió en Sierra Maestra la acción de la guerrilla conducida por el Movimiento 26 de Julio, en 1958; y como enviado especial de Radio El Mundo entrevistó a Fidel Castro y Ernesto Guevara, con quien entabló estrecha relación.
Esos reportajes fueron la primera ocasión para el pueblo cubano y latinoamericano de escuchar a los líderes de la Revolución, y fueron transmitidos por Radio Rebelde. Esa cobertura “es la hazaña individual más grande del periodismo argentino”, evaluó el también guerrillero Rodolfo Walsh en su prólogo a las memorias de Masetti, recopiladas en Los que luchan y los que lloran. En el texto, además de indicar el andar de sus aventuras, Masetti escribió sobre temas vinculados a la dictadura de Fulgencio Batista; incluyendo un capítulo sobre el juego de apuestas y casinos en Cuba, y denunciaba la corrupción en el gobierno.

## Fundación y actividades en Prensa Latina
Cuando volvió a Buenos Aires a Masetti lo desanima saber que sus reportajes no se habían publicado en su país y por ello, una vez triunfante la Revolución Cubana, acepta la misión que le ofrece el Che Guevara de fundar en Cuba una agencia de noticias, y así tuvo origen Prensa Latina, aun en actividad. Entre los periodistas e intelectuales que fueron parte de Prensa Latina bajo la dirección de Masetti se encontraban Gabriel García Márquez, Plinio Apuleyo Mendoza, Rodolfo Walsh, Rogelio García Lupo, Carlos Medina de Rebolledo en la redacción de Santiago de Chile, Ángel Boan -que murió en un accidente el 18 de julio de 1963 mientras cubría como corresponsal de la Agencia la visita del Che Guevara a Argelia- y Carlos María Gutiérrez y también estaban entre sus colaboradores Jean-Paul Sartre, Waldo Frank y Charles Wright Mills, entre otros.
Con Prensa Latina cubrió hechos tales como los terremotos de Chile, el golpe militar contra Arturo Frondizi y la revolución de Jesús María Castro León en Venezuela y entre el 4 y 5 de marzo de 1960 cubrió personalmente la explosión del barco Coubre que estaba atracado en el puerto de La Habana cargado de explosivos y armamento, que se cobró la vida de 100 personas.
En 1960 Walsh interceptó por accidente y logró descifrar, con solo la ayuda de un manual de criptografía, las comunicaciones secretas entre la CIA y agentes en Guatemala sobre los preparativos para la invasión de Playa Girón. Walsh quería hacer una gran nota sobre el tema pero el gobierno cubano vetó la idea. Masetti también maquinó que Walsh se infiltrara disfrazado de sacerdote que vendía biblias en los campos de entrenamiento de cubanos en Retalhuleu, Guatemala, pero el gobierno cubano tenía otros planes de espionaje y rechazó la idea. Masetti y García Márquez volaron en misión periodística a Perú y al volver hicieron una escala inesperada en Guatemala. Masetti quería viajar a espiar los campos de entrenamiento de Retalhuleu y García Márquez lo disuadió. En cambio se tomaron unas fotos testimoniales en Guatemala con su inconfundible volcán de fondo y escribieron con base en los cables descifrados la historia de un viaje clandestino enriquecido con detalles imaginados, que enviaron allí mismo al presidente Miguel Ydígoras Fuentes.. En febrero de 1961 Walsh envió, sin conocimiento del gobierno cubano, un extenso reportaje a la revista Che de Buenos Aires revelando correspondencia del embajador de Estados Unidos en Guatemala, y si bien no mencionaba los campos de entrenamiento revelaba cómo había descifrado las claves. Masetti había renunciado a su cargo en la Agencia el 7 de marzo de 1961,, dos días antes de la publicación, el gobierno intervino virtualmente la agencia y Walsh debió renunciar también.
El 15 de abril se produjeron bombardeos aéreos a ciudades cubanas como fase previa a la invasión y el presidente Dorticós exigió que Masetti -que todavía no había sido reemplazado-fuera reincorporado. Así se hizo y dirigió la cobertura de la fracasada invasión y el 10 de mayo se ve obligado a renunciar y se queda viviendo en la isla sin trabajo.
La historiografía oficial cubana negó durante mucho tiempo que la renuncia de Masetti se hubiera debido a desacuerdos políticos. En una nota escrita en 1965 Walsh atribuyó la renuncia a “una verdadera conspiración anti Masetti” pero en 1969 escribió que “tiene que ver con el auge momentáneo del sectarismo, pero sobre todo con su deseo de ocupar un puesto de más riesgo”.

## Misión en Argel
En octubre de 1961 Fidel Castro lo envió para hacer contacto con el Frente de Liberación Nacional argelino para preguntarles en qué forma podía el gobierno cubano ayudarlos en su lucha, por lo que el 1 de noviembre después de pasar por París y Praga, llegó a Bamako (capital de Malí). De allí se dirigió a la frontera entre Argelia y Túnez donde se entrevistó con el coronel rebelde Houari Boumedienne y otros miembros del Estado Mayor, quienes le manifestaron su necesidad de armamento. Para fin de año estaba en Túnez de donde volvió a Cuba. Cuando informó a Castro, este lo mandó nuevamente a África para preguntar dónde querían que fueran enviadas las armas; así lo hizo y finalmente fueron enviadas a Casablanca en un barco mercante cubano camufladas y con papeles falsos. Ángel Boan -que murió en un accidente el 18 de julio de 1963 mientras cubría como corresponsal de la Agencia la visita del Che Guevara a Argelia-

## Organización de un foco rebelde

### Núcleo inicial
Con el conocimiento y la colaboración del Che Guevara, Masetti inició en Cuba el reclutamiento de quienes quisieran acompañarle para construir un foco rebelde en la provincia de Salta, en el noroeste argentino, en Orán, una zona selvática limítrofe con Bolivia, pues consideraba que estaban dadas las condiciones para que el mismo tuviera éxito. Los militantes comenzaron a recibir instrucción militar en la isla y luego viajaron a Argel previo paso por Praga y por París; eran 5 hombres además de Masetti, que debían ser el núcleo inicial del Ejército Guerrillero del Pueblo. Ciro Bustos diseñó la bandera de la agrupación, tomando la bandera argentina y colocando en la franja blanca central un sol de 22 puntas pintadas de negro y de rojo en tanto los brazaletes eran negro y rojo con el mismo sol. Masetti adoptó el grado de comandante segundo, reservando para el Che Guevara el de comandante primero, para cuando se sumara al grupo una vez que se hubiera asentado. En ese lugar se redactó el código de conducta que preveía penas de muerte por causas como homosexualidad, la traición, el aprovechamiento de la población civil, violación y robo.En Argel continuaron el entrenamiento militar y se produjo una situación de rivalidad entre Masetti y uno de los reclutados de nacionalidad argentina, que había adoptado el nombre de guerra de “Miguel”. Entonces Masetti organizó un “juicio revolucionario” para juzgarlo por “deserción “ y “desacato” y distribuyó entre los cuatro militantes restantes los roles de presidente del tribunal, fiscal, defensor y secretario de actas. El acusador y defensor coincidieron en que debía ser expulsado en tanto Masetti, que actuaba como testigo, argumentó y pidió la pena de muerte. La mayoría (3 militantes) aceptó el pedido y entonces Masetti entregó a “Miguel” al comandante argelino solicitándole que ejecutara la pena. La ejecución no se llevó a cabo y en lugar de ello estuvo 860 días preso en total aislamiento –no sabía nada del mundo exterior y hablaba solo para conservar el lenguaje- hasta que se acordaron de él y lo retornaron a Cuba. Después volvió a la Argentina -donde visitó a miembros del EGP que estaban presos- y fue funcionario público en la década de 1990.
En mayo de 1962, cuatro argentinos y los cubanos Hermes Peña y Colomé Ibarra (“Furry”) viajaron a La Paz junto a 2 diplomáticos cubanos que los acompañaron para que no los revisaran el equipaje en los aeropuertos.

### Primer ingreso a Salta
Primero se instalaron en la finca Sidras en Emboruzú, Bolivia, y después cruzaron la frontera y entraron en la selva de Orán, pero no lograron orientarse y a la semana agotaron las provisiones; entonces encontraron con muchas dificultades un almacén donde se abastecieron dando lugar a un festejo que, pese a que el código de conducta del grupo lo prohibía, incluyó el consumo de vino. Viendo el mal estado de sus compañeros, Masetti regresó a la base en Bolivia y volvió con un jeep para rescatarlos.   
En 1963 las condiciones cambiaron debido a la convocatoria a elecciones que, aunque limitadas, permitieron el triunfo del radical Arturo Illia. En dichas elecciones se encontraba proscrito el Peronismo. Masetti redactó una carta pública al presidente Illía fechada el 9 de julio de 1963 y Bustos fue el encargado de llevar la carta a los medios de comunicación, para lo cual debió viajar por todo el país. La carta prácticamente no tuvo impacto en los medios de comunicación, apareció recién dos meses después en la revista Compañero –vinculada a Gustavo Rearte y John William Cooke- fragmentada y como carta de lectores y la opinión pública que casi no prestó atención. En busca de apoyo local, Bustos contactó en Córdoba con Oscar del Barco que, a su vez, interesó a otros, que viajaron a la finca Sidras, para los cuales Masetti redactó una Guía para la instrucción básica de los aspirantes del EGP.

### Segundo ingreso a Salta
Entre el 21 y 24 de septiembre 10 hombres divididos en 2 grupos dirigidos por Masetti y por el teniente Federico (Federico Méndez) cruzaron el río Bermejo y se internaron en la selva. Las condiciones del lugar distaban mucho de las que había en Sierra Maestra y los hombres sufrieron el ataque de insectos, el elevado calor, el hambre y la sed. Instalaron su primer campamento en Anta Muerta cerca del Río Pescado, a 15 km de Agua Blanca y no tuvieron contacto con lugareños salvo un muchacho que los encontró por azar. Entonces cruzaron el río Piedras –donde el "Pupi" Rotblat casi se ahoga- y se reabastecieron en un caserío. Un mes después Stachiotti ("El Correntino") desertó y se fue a su casa y Bustos volvió a Córdoba a buscar nuevos reclutas, regresando con 4 más. Por esa época Abelardo Colomé Ibarra ("Furry") comenzó a tener ataques de epilepsia producto de una vieja herida de guerra, dolencia de la cual recién sus compañeros se enteran en ese momento, que le hizo accidentarse varias veces pese a lo cual siguió como enlace hasta el fin de guerrilla y posteriormente fue ministro del interior de Fidel Castro.
El grupo guerrillero estaba fuertemente armado pues contaba: 

"Desde fusil "Garand", semiautomático y que tenía un cargador de siete proyectiles, hasta FN FAL (Fusil Automático Ligero) con granadas antitanques. También granadas de mano norteamericanas, las "Energas", dos bazookas con proyectiles "RPG" soviéticas, había "M1" y "M2" que usaban los norteamericanos y "M3", que era del tipo PAM pero de calibre mayor: 11,25. Y ametralladoras parecidas a la Halcón, como las que tenía la policía argentina."

El primer objetivo militar era el puesto de Gendarmería de Aguas Blancas, pero se cambió al reconocer la zona y no fue reemplazado por otro. Las exigencias del entrenamiento militar fue minando la resistencia de alguno de los adherentes. Uno de ellos, "Pupi" Rotblat empezó a tener  desmayos y ataques de asma, se perdía y comenzó a padecer crisis nerviosas; cuando solicitó regresar sus compañeros sospecharon que se escaparía y temieron que los delatara, por lo que fue condenado a muerte y muerto de un tiro en la cabeza. La muerte de Pupi creó un pésimo clima en el campamento. Otros dos guerrilleros, Fatiga Moyano y Chiquito Sosa, pidieron volver a sus hogares y Masetti los dejó en la ruta con la ropa de guerrillero rotosa y dinero para un solo pasaje.
En enero de 1964 Masetti escribió el único manifiesto político del EGP titulado “Carta a los campesinos argentinos”, un extenso escrito que imprimieron para distribuir en Salta, Jujuy y Tucumán.
Según la monografía de Gabriel Rot sobre el EGP: “El propio Aricó subirá al monte para entrevistarse con Masetti y establecer una logística entre ambos grupos. Aricó realizará el viaje junto a Armando Coria -amigo de Aricó y otrora uno de los responsables del Partido Comunista cordobés, desplazado por el codovillismo-, pero este último renunciará rápidamente a continuar la caminata por su completo agotamiento físico” (Rot, 2010: 194). En el diario del capitán de la guerrilla Hermes Peña, con fecha 8 de diciembre de 1963, se lee al respecto: “Venía Pancho en representación de la fracción del partido para hablar y trabajar en conjunto con el EGP. Después que estuvo tres días se fue con gran entusiasmo a trabajar a Córdoba y a reunirse con los representantes de las distintas fracciones del partido y de las distintas provincias que, como representante del EGP que quedaba, él se encargaba con el gordo de organizar Córdoba” (Rot, 2010: 195)".
Bernardo Groswald, otro guerrillero que había sido empleado bancario tampoco toleró el clima y la instrucción militar, no se ajustaba a la disciplina militar, ni se higienizaba, frecuentemente lloraba y además se masturbaba varias veces por día; Masetti convino con Bustos en sacarlo del monte con la condición de que no volviera a Córdoba pero en ausencia de Bustos organizó un tribunal que lo juzgó y condenó a muerte, ejecutándose de inmediato la sentencia.   
Bustos reclutó cinco nuevos aspirantes sin conocer que dos de ellos eran agentes encubiertos que la Policía Federal había infiltrado en el Partido Comunista.
Cuando el gobierno supo de la existencia del grupo ordenó la inmediata movilización de la Gendarmería Nacional Argentina, fuerza de seguridad de fronteras, conducida entonces por el general Julio Rodolfo Alsogaray con el mayor Héctor Báez a cargo de las tropas ubicadas en Salta y desechó la sugerencia de dar intervención al Ejército.
A comienzos de marzo de 1964, más de cinco meses después del ingreso a la Argentina, se produjo el primer encuentro con la Gendarmería, la cual se apoderó de un campamento ubicado en La Toma deteniendo a cinco personas y haciéndoles perder provisiones y armas. Los que no fueron detenidos en esa acción se reagruparon.
Un grupo sobrevivió con muchas penurias causadas por la escasez de alimentos y a mediados del mes de abril fueron encontrados por la Gendarmería, detenidos y posteriormente llevados a juicio. A mediados de abril de 1964  los guerrilleros estaban prácticamente rodeados cerca del río Seco, al sur del departamento de Orán y la Gendarmería controlaba todos las rutas de acceso y salidas del monte. Un quintero informó a Gendarmería que en su propiedad El Bananal ubicada cerca del río de Las Piedras había visto cuatro guerrilleros en pésimas condiciones físicas, por lo cual fue enviada una patrulla que los encontró hambrientos, con sed, infectados por las picaduras de insectos y vestidos con harapos y se entregaron sin resistencia. Eran Alberto Moisés Korn, “El Tano”; Jorge Wenceslao Paul; Miguel Ángel Molina; y Federico Evaristo Méndez, alias “Basilio”, conocido por sus compañeros como el “Teniente Federico”, que era el lugarteniente de Masetti, y se les secuestró importante cantidad de armas importadas y de guerra, y una abultada suma de pesos argentinos y dólares estadounidenses.
El 18 de abril una patrulla de gendarmes se dirigió a la Finca de Martínez,  ubicada a 6 km de El Bananal y encuentran a los guerrilleros generándose un tiroteo en el que murieron dos de ellos y el resto escapó perseguido por la Gendarmería. Durante la búsqueda, el gendarme Juan Adolfo Romero fue muerto por los guerrilleros y también murió el puestero Pascual o Pedro Bailón Vázquez que había vendido alimentos a los guerrilleros. Este último fue abatido por los guerrilleros en la versión de Gendarmería o víctima del fuego cruzado según los milicianos. Continuaron la búsqueda y se produjo un nuevo combate en el cual  fueron muertos el cubano Hermes Peña y Jorge Guille y detenidos los restantes. De Masetti, que no estaba con el grupo cuando se produjo el encuentro, no se tuvieron más noticias, por lo cual se toma el 21 de abril de 1964 como fecha de su desaparición.

## Vida privada
Masetti se casó en Buenos Aires y tuvo dos hijos de su matrimonio: una mujer y un varón. A partir de 1959, rompió contacto con su hermano, pese a que había hecho viajes a Buenos Aires. Ya en Cuba se distanció de su esposa, también radicada en la isla, e inició un romance con su secretaria Concepción Dumois Sotorrios, situación que le provocó roces con sus compañeros de la Agencia Latina. Su hija dice que nunca hubo separación legal pese a lo cual, Walsh escribió que Masetti se había casado por segunda vez y una versión más afín a la historiografía oficial cubana borró a la primera esposa y a sus dos hijos de su biografía. Tuvo otra hija de su nueva relación pero apenas la conoció, primero porque estaba ocupado en su trabajo y después porque partió al exterior y nunca regresó a Cuba.
Según Jorge Lanata, en su novela sobre la guerrilla del EGP Muertos de amor, Masetti era hincha de Racing Club de Avellaneda y soñaba con ser su arquero.

## Origen del apodo y otras informaciones
En la operación Sombra, aquella en al cual EGP (Ejército Guerrillero del Pueblo) debía crear un foco en Salta, Masetti contaba con la orden de esperar luego al Che, quien como nombre en clave había elegido el de Martín Fierro. Para mostrarse asociado a otro gaucho, Masetti eligió el de Segundo Sombra, basado en el libro de Ricardo Güiraldes y relacionándolo así también con el nombre de la operación. Sus dirigidos comenzaron a llamarlo “Comandante Segundo” para hacer más fácil el diálogo. Federico Méndez, sobreviviente de la selva, aclara en una carta:

Masetti fue conocido simplemente por Segundo, aunque para nosotros fue realmente nuestro primer y único comandante.

Otro sobreviviente de la Operación Sombra, hizo la siguiente descripción del Comandante Segundo:

Nunca hablaba de su vida personal. Sabíamos que tenía mujer e hijos porque una vez los mencionó. En cierta oportunidad, él mismo habló de Masetti en tercera persona. Pero yo ignoraba que fuese él, y las fotos que después me mostraron tenían poco que ver. Cuando lo conocí tenía una gran barba negra, casi azul. Costaba tutearlo: era imponente.
Juan Jouvé

Estos fragmentos forman parte de una carta abierta que realizaron los dos excombatientes desde prisión con el fin de defender a Masetti luego de las críticas de Ricardo Rojo en su libro Mi amigo el Che, en donde lo describió prácticamente como un sádico asesino, sobre la base de la información que recogió de la Gendarmería. Jouvet y Méndez, además, desacreditan el nombre mismo del libro con la frase “Los revolucionarios tenemos compañeros, no amigos”, y luego aclaran: “Por compañeros nosotros entendemos un término más alto y más hondo que supera en dimensiones la amistad amiguista de hombres como usted”.
En varias cartas a su segunda mujer, Masetti habla así sobre el desarrollo de su campaña:

Ya van cuatro meses y medio que aguardamos, con ansias controladas pero que nos devoran, el momento de rendir nuestra “materia”. Siempre presentes, las primeras palabras de la carta de Martí a Mercado que constituyen también las iniciales de la Segunda Declaración de La Habana: “Ya puedo escribir...Ya estoy todos los días en disposición de dar la vida por la patria”, y agregaba: “La revolución ya no es un hecho a observar, un hecho histórico a criticar, sino que la Revolución somos nosotros mismos...es nuestra conciencia, la que nos juzga y nos critica y nos exige”.
Jorge Masetti

Esta alusión al texto de José Martí también fue hecha en reiteradas ocasiones por Fidel Castro en sus discursos. Según Rodolfo Walsh, Masetti se sentía “fuerte y optimista”, y “no había perdido su buen humor, su ácido espíritu de broma”. En otra carta tiende a demostrar estas palabras:

Ahora llevamos recorridos más de un centenar de kilómetros en el mapa, aunque en realidad son muchísimos más. Nuestro contacto con el pueblo es desde todo punto de vista positivo. De los coyas aprendimos muchas cosas, y los ayudamos todo lo posible. Pero lo más importante es que quieren pelear...Es ésta una región en que la miseria y las enfermedades alcanzan el máximo posible, lo superan. Impera una economía feudal. Quien venga aquí y no se indigne, quien venga aquí y no se alce, quien pueda ayudar de cualquier manera y no lo haga, es un canalla.
Jorge Masetti